# غاز كوه
غاز كوه (بالفارسية: گزکوه) هي مستوطنة تقع في قسم تيتكانلو الريفي في إيران. يقدر عدد سكانها بـ 1,063 نسمة .